# 横井幸子
横井 幸子（よこい さちこ、＜旧姓:堀井＞1972年11月4日 - ）は、日本の研究者・大学教授。愛媛県出身。大阪大学准教授、京都外国語大学非常勤講師、母語・継承語・バイリンガル教育 (MHB) 学会 理事 、日本ロシア文学会 理事、日本ロシア語教育研究会 代表。

## 人物・経歴
1991年3月 愛媛県立松山東高等学校卒業
1996年3月 香川大学教育学部 卒業(学士【教育学】) 
1998年3月 大阪外国語大学大学院外国語学科研究科ロシア語専攻修了
2012年12月 University of Minnesota, Curriculum and Instruction, Second Languages and Cultures Education（Doctor of philosophy) 
2012年4月 大阪大学大学院言語文化研究科言語社会専攻、助教(ヨーロッパⅠ講座) 
2014年4月 同講師 
2016年4月 同准教授